# Jiro Nakamura
Jiro Nakamura (中村 仁郎 Nakamura Jirō?, Ibaraki, Osaka, 22 de agosto de 2003) es un futbolista japonés que juega como centrocampista en el FC Gifu.

## Trayectoria
En 2019 se unió al Gamba Osaka de la J1 League.

## Clubes
| Club                            | País  | Año   |
| ------------------------------- | ----- | ----- |
| Gamba Osaka                     | Japón | 2022- |
| Matsumoto Yamaga F. C. (cedido) | Japón | 2024  |
| FC Gifu (cedido)                | Japón | 2025- |